# Betiliè Bas
Betiliè Bas (en llatí Betilienus Bassus) va ser un magistrat romà del segle i.
Era un dels triumvirs monetalis en temps d'August. Sèneca parla d'un Betilienus Basssus que va ser condemnat a mort i executat en temps de Calígula i se suposa que es tracta de la mateixa persona. Dió Cassi fixa la data d'execució l'any 40.